# Brigitte Langenhagen
Brigitte Langenhagen (ur. 8 grudnia 1939 w Hamburgu) – niemiecka polityk, posłanka do Parlamentu Europejskiego III, IV i V kadencji (1990–2004).

## Życiorys
Pracowała w firmie z branży spożywczej. Wstąpiła do Unii Chrześcijańsko-Demokratycznej. Działała we władzach organizacji kobiecej chadecji (Frauen Union), wchodziła w skład jej władz miejskich, powiatowych i regionalnych w Dolnej Saksonii. Była radną miejską w Cuxhaven i radną powiatową.
W 1990 z ramienia Unii Chrześcijańsko-Demokratycznej po raz pierwszy objęła mandat deputowanej do Parlamentu Europejskiego. W 1994 i 1999 skutecznie ubiegała się o reelekcję. Była m.in. członkinią grupy chadeckiej, pracowała głównie w Komisji Kontroli Budżetowej, a także w Komisji Rybołówstwa (od 2002 jako jej wiceprzewodnicząca). W PE zasiadała do 2004.